# Юодайчяйское староство
Юодайчяйское староство (лит. Juodaičių seniūnija) — одно из 12 староств Юрбаркского района, Таурагского уезда Литвы. Административный центр — деревня Юодайчяй.

## География
Расположено в центрально-западной части Литвы, на Восточно-Жемайтском плато (северная половина староства) и Каршувской низменности, в северо-восточной части Юрбаркского района.
Граничит с Велюонским староством на западе, Середжским — на юге и юго-востоке, Арёгальским староством Расейняйского района — на севере и востоке, а также Гиркальнским староством Расейняйского района — на северо-западе.

## Население
Юодайчяйское староство включает в себя 6 деревень.